# Ahmed Hassan (bokser)
Ahmed Hassan (ur. 12 września 1941 w Kairze) – egipski bokser.
Reprezentował Egipt na Letnich Igrzyskach Olimpijskich w 1964 roku, zajmując 5. miejsce.